# Bitwa pod Lonato
Bitwa pod Lonato – starcie zbrojne, które miało miejsce w dniach 3–4 sierpnia 1796 pomiędzy francuską Armią Włoch pod wodzą generała Napoleona Bonaparte z jednej strony, a austriacką kolumną w sile korpusu, dowodzoną przez generalleutnanta Petara Gvozdanovicia. Trwające tydzień intensywne działania bojowe rozpoczęły się 29 lipca i zakończyły się 4 sierpnia odwrotem poważnie uszczuplonych sił Gvozdanovicia. Pozbycie się zagrożenia ze strony chorwackiego dowódcy pozwoliło Napoleonowi skupić wysiłki przeciwko głównej austriackiej armii. Siły francuskie pokonały ją pod Castiglione w dniu 5 sierpnia. Obecnie miasteczko Lonato del Garda znajduje się w pobliżu trasy SP 668 oraz autostrady Brescia – Padwa, na południowy zachód od jeziora Garda.
W dniu 29 lipca Austriacy wyruszyli spod alpejskich stoków w celu zajęcia miasteczek Gavardo oraz Salò, położonych na zachodnim brzegu jeziora Garda. Idąc za ciosem, 30 lipca z zaskoczenia zaatakowali i zdobyli francuską bazę w Brescii. Austriacka brygada zdobyła Lonato del Garda w dniu 31 lipca, jednak została wypchnięta z miasteczka przez francuskie kontrnatarcie, po ciężkiej walce. Tego samego dnia francuska dywizja odzyskała Salò, wyciągnęła z opresji nieliczną grupę rodaków, po czym wycofała się. Ta seria potyczek oraz walki toczące się na wschodnim brzegu jeziora Garda przymusiły Napoleona do rezygnacji z oblężenia Mantui.
Pozostawiwszy na wschodzie tylko jedną dywizję w celu obserwacji głównych sił austriackich, Bonaparte zebrał przytłaczająco liczne siły i odzyskał Brescię 1 sierpnia. Gvozdanović przegrupował swoje oddziały w okolicach Gavardo 2 sierpnia i przygotowywał atak kilkoma kolumnami następnego dnia. W dniu 3 sierpnia jedna austriackich kolumn pokonała francuską brygadę i po raz drugi przejęła Lonato. Tego samego dnia również Francuzi prowadzili działania ofensywne, zdobywając Salò i o mały włos nie przejmując Gavardo. Jako że w większości siły monarchii Habsburgów były skupione w defensywie, Bonaparte przypuścił zmasowany atak na osamotnioną brygadę w Lonato i zmiażdżył ją. W obliczu tej katastrofy Gvozdanović zarządził odwrót w dniu 4 sierpnia. Klęskę Austriaków pogłębiło odcięcie jednej z wycofujących się austriackich kolumn, której żołnierze zostali następnie wzięci do niewoli przez Francuzów.

## Tło historyczne
Pod koniec lipca austriacka armia wyruszyła spod Trydentu z zadaniem przyjścia z odsieczą oblężonej twierdzy w Mantui. Podczas gdy główne siły pod wodzą feldmarszałka Dagoberta von Wurmsera przemieszczały się w kierunku południowym w dolinie Adygi (w górnym biegu rzeki), na wschód od jeziora Garda, prawa kolumna Gvozdanovicia uderzyła na zachodnim brzegu jeziora. Ten 18-tysięczny korpus składał się z czterech mieszanych (jazda i piechota) brygad, dowodzonych przez: generała majora Petera Karla Ott von Bátorkéz, Henryka XV, księcia Reuss-Plauen, Josepha Ocskay von Ocsko oraz Johanna Rudolpha Sporcka. W skład prawej kolumny wchodziły także dwie straże przednie, pod rozkazami pułkowników Franza Josepha, markiza de Lusignan oraz Johanna von Klenau.
Bonaparte nie brał pod uwagę możliwości działania większych sił austriackich w górach, na zachód od jeziora Garda. W związku z tym, obszaru tego broniła tylko 4,5-tysięczna dywizja generała Pierre'a Francois Saureta - z garnizonami w: Salò na zachodnim brzegu jeziora, Gavardo nad rzeką Chiese na zachód od Salò oraz Desenzano del Garda na południowo-zachodnim brzegu jeziora. Francuzi utrzymywali Brescię za pomocą zaledwie trzech kompanii piechoty.

## Działania

### Zachodni brzeg jeziora Garda
W dniu 29 lipca 1796 brygada Otta uderzyła na Salò, podczas gdy brygada Ocskaya przemieściła się w kierunku Gavardo. Generał brygady Jean-Baptiste Dominique Rusca otrzymał ostrzeżenie o zbliżającym się ataku od miejscowego wikariusza austriackiego pochodzenia, jednak zlekceważył tę informację. Wkrótce Austriacy napadli na dywizję Saureta z zaskoczenia. Po twardej walce, w wyniku której 500 francuskich żołnierzy dostało się do niewoli, a dwie armaty znalazły się w rękach wroga, francuski generał wycofał swoje wojska do Desenzano. W Salò generał brygady Jean Joseph Guieu wraz z 400 żołnierzami schronił się w pałacu Martinengo, gdzie jego oddział został zablokowany przez siły Ocskaya.
Otrzymawszy raport o wolnej drodze do uderzenia na Brescię, Klenau ruszył w nocy naprzód wraz z: dwoma szwadronami z 30. pułku huzarów Wurmsera, jednym batalionem z 37. pułku piechoty De Vinsa oraz kompanią jegrów Mahony'ego. Następnego ranka, pod osłoną mgły, Klenau zdobył miasto dzięki szybkiemu atakowi z zaskoczenia. Austriacy pojmali ok. 600 -700 zdolnych do walki żołnierzy przeciwnika oraz 2 tysiące rannych – leżących w szpitalu. Pośród francuskich jeńców znaleźli się pułkownicy: Jean Lannes, Joachim Murat oraz François Étienne Kellermann. Niedługo po opanowaniu Brescii, Gvozdanović wjechał do niej na czele brygad Reussa i Sporcka.
Tymczasem brygada Otta przesunęła się na południe od Salò i Gavardo w kierunku Ponte San Marco, gdzie dzisiejsza autostrada Brescia-Werona przecina rzekę Chiese na zachód od Lonato. Oddziały Ocskaya oblegały Francuzów uwięzionych w Salò. Tej nocy, Bonaparte postanowił przerwać oblężenie Mantui i skupić swoje główne siły Gvozdanovica, podczas gdy pomniejsze oddziały miały trzymać siły Wurmsera na dystans.

### „Pierwsza” bitwa pod Lonato
W dniu 31 lipca brygada Otta spod San Marco przemieściła się na wschód, w kierunku Lonato. Austriacki generał miał pod swymi rozkazami: dwa bataliony z 10. pułku piechoty Kheula, cztery kompanie z 53. pułku piechoty Johanna Jellacica, dwie kompanie z 60. pułku chorwackiej straży granicznej Liccanera oraz jeden szwadron z 11. pułku huzarów Erdödy'ego.
Pierwsze uderzenie wypchnęło z Lonato francuską dywizję pod dowództwem Hyacinthe'a Despinoya. Huzarzy ruszyli w pogoń za uciekającymi oddziałami francuskimi, lecz zostali odparci przez dwie oczekujące ich francuskie baterie artylerii. Generał dywizji André Masséna wraz z brygadą generała Claude’a Dallemagne’a, a także Despinoy z pomocą brygad pod wodzą generałów: Nicolasa Bertina i Jeana Cervoniego przypuścili kontratak na miasto. W wyniku ciężkiej, czterogodzinnej walki Francuzi zatriumfowali nad zdziesiątkowanymi siłami Otta i odepchnęli Austriaków z Lonato do San Marco.
Pozostawiwszy w zdobytej Brescii podpułkownika Antona Vogela oraz dwa bataliony, Gvozdanović razem z Reussem, Sporckiem, Klenau'em i Lusignanem opuścili miasto i wyruszyli na południowy wschód. W późnych godzinach porannych dotarli do miejscowości Montichiari, położonej na południe od Lonato i spędzili tam większość dnia. Wieczorem tego samego dnia Gvozdanović wrócił do San Marco, by połączyć się z Ottem. W Montichiari pozostał Klenau. Jeszcze tej samej doby – 31 lipca – Sauret przemaszerował do Salò i pokonał Ocskaya po zażartym boju. Austriacy wycofali się do Gavardo. Ocaliwszy ludzi Guieu'a, Sauret powrócił do Desenzano, gdzie spotkał się z Masséną oraz Despinoyem.

### 1 i 2 sierpnia
W dniu 1 sierpnia Bonaparte zebrał 12-tysięczne siły pod wodzą generała dywizji Pierre'a Augereau oraz Charlesa de Kilmaine i przemieścił się na północny zachód od Goito, w stronę Brescii, odpychając skromne siły Klenau'a. Wstrząśnięty porażkami pod Lonato i Salò, Gvozdanović rozkazał wszystkim podległym mu wojskom przemaszerować na północ, do Gavardo. Bonaparte odbił Brescię bez oporu. Wkrótce połączyli się z nim Masséna i Despinoy. Klenau przesunął się na północny wschód w kierunku Gavardo, by połączyć się z Gvozdanoviciem. Vogel wycofał się do górskiej miejscowości Caino.
W dniu 2 sierpnia Gvozdanović przegrupował swoje siły w Gavardo, jednocześnie zlecając brygadzie Ocskaya ponowne zajęcie Salò. Zabezpieczywszy Brescię, Bonaparte odesłał Massénę do San Marco, podczas gdy Augereau i Kilmaine odmaszerowali z powrotem do Montichiari. Despinoy utrzymywał garnizon w Rezzato oraz w Brescii, gdzie dołączyła do niego półbrygada z Mediolanu. Następnego dnia Guieu, który zastąpił rannego Saureta otrzymał od Napoleona polecenie wymarszu z Lonato w celu odbicia Salò. Siłom podległym Despinoyowi w Brescii oraz Dallemagne'owi w Lonato polecono zaatakować Gavardo.

### Bitwa: 3 sierpnia

#### Lonato
W nocy Ocskay wyruszył z Salò na południe drogą koło jeziora. Guieu pomaszerował na północ nieuczęszczaną wcześniej trasą, mijając Ocskaya, który dotarł do przedmieść Lonato poprzez Desenzano. Zostawiwszy brygadę Sporcka w Gavardo,  Gvozdanović wysłał Otta i Reussa na południe, w dniu 3 sierpnia.
O świcie brygada Ocskaya uderzyła na Lonato, pokonała brygadę generała Jeana Pijona i wzięła do niewoli jej dowódcę. W południe dywizja Massény, która stacjonowała pomiędzy San Marco i Lonato, przypuściła kontratak z zachodu na Austriaków. Bonaparte zdecydował się na bitwę. Wojska Ocskaya zostały zaatakowane przez brygady: Pijona (dowodzoną tym razem przez pułkownika Jean-Andoche'a Junota) od północy, generała Claude’a Victora oraz Antoine’a Rampona  na środkowym odcinku oraz generała Jeana Lorceta od południa. Zdziesiątkowane oddziały austriackie salwowały się ucieczką do Desenzano, a Francuzi ruszyli za nimi w pościg. Jednak przed przybyciem Ocskaya do Desenzano, miasteczko zostało zajęte przez siły francuskie: ludzi Junota, Guidesa oraz 15. pułk dragonów. Zdobywcy uwolnili 150 swoich jeńców z brygady Pijona. Otoczony przez siły wroga, Ocskay poddał się wraz z niedobitkami swojej brygady. Pozostali rozproszyli się po okolicznych wioskach. Podczas walk w Desenzano, Junot został ciężko raniony szablą w głowę przez austriackiego kawalerzystę.

#### Paitone
Oddalając się od Rezzato, Despinoy stopniowo nacierał na Otta, lecz jego atak został odparty. Po niedługiej walce francuski dowódca wycofał się w kierunku Brescii. Dallemagne zawzięcie usiłował ominąć lewą flankę Otta i nawet dwukrotnie udało mu się dotrzeć do Gavardo, jednak za każdym razem Austriacy odpychali go. Dallemagne wycofał się do Brescii, skąd zameldował o swojej chorobie. Liczba ofiar ani inne szczegóły odnośnie do tej potyczki nie są znane. Dzięki atakom Francuzów, Ottowi nie udało się przemaszerować poniżej Paitone, na południe od Gavardo. Przez pewien okres w ciągu dnia Klenau wspierał Otta swoimi siłami. Także Reuss ruszył ze swoimi oddziałami na przełaj, by nawiązać kontakt z Ocskayem.

#### Desenzano
Wkrótce Reuss, na czele brygady w sile 1,8 tys. ludzi pojawił się pod Desenzano, odzyskał miasteczko i uwolnił jeńców pochodzących z oddziałów podległych Ocskayowi. Znając los brygady Ocskaya i wiedząc, że zwycięska dywizja Masseny zbliża się do jego wojsk, Reuss zarządził szybki odwrót do Gavardo. W trakcie odwrotu był nękany przez Francuzów i stracił część swoich żołnierzy. Pozostałych ocaliła niewielka austriacka flotylla majora Gustave’a Maelcampa, pływająca po jeziorze Garda.

#### Salò
Tymczasem Guieu dotarł do opuszczonego przez Austriaków Salò i skręcił na zachód, w kierunku Gavardo. Francuzi wkrótce przybyli na miejsce i przejęli park artyleryjski Gvozdanovicia. Wkrótce jednak Sporck przeprowadził kontratak i odbił działa z rąk Francuzów. Pod koniec dnia sytuacja przedstawiała się następująco: Sporck panował nad wzgórzami położonymi na zachód od Salò, podczas gdy Francuzi kontrolowali miasteczko. Wieczorem Gvozdanović polecił Ottowi połączyć się z siłami stacjonującymi na wzgórzach. Reuss zjawił się w nocy na czele swojej brygady na wieść o porażce Ocskaya. Rada wojenna zadecydowała o wycofaniu się. Utraciwszy kontakt z Wurmserem, Gvozdanović liczył na możliwość połączenia się z nim na północnym brzegu jeziora Garda.

#### Castiglione
Nad rankiem 3 sierpnia 1796, straż przednia Wurmsera w sile 4 tys. ludzi, dowodzona przez Antona Lipthaya zatrzymała się osiem kilometrów na południe od Lonato, w pobliżu Castiglione delle Stiviere. Austriacki dowódca zamierzał udać się z pomocą Gvozdanoviciowi, jednak Francuzi wyprzedzili go. Augereau przypuścił atak oskrzydlający na Lipthaya siłami liczącymi 11 tys. ludzi. Pomimo znacznych strat Lipthay podjął nierówną walkę, opornie oddając teren przeciwnikowi. Został jednak zmuszony do opuszczenia Castiglione i ucieczki na południowy wschód, w kierunku Solferino. Zawzięta akcja obronna Lipthaya zapewniła Wurmserowi czas na koncentrację sił. Austriacki dowódca Anton Schübirz maszerował w kierunku miejsca, skąd dobiegały odgłosy wystrzałów armatnich. Przypuścił kontratak na lewe skrzydło Augereau pod Solferino. Feldmarszałek Pavle Davidović sformował swoją dywizję pomocniczą. Do końca dnia Wurmser miał do dyspozycji 20 tysięcy żołnierzy. Wysokość strat poniesionych przez stronę francuską nie jest znana. Wiadomo jednak, iż generał brygady Martial Beyrand zginął, generał brygady Jean Robert został ranny, a „obydwie strony poniosły ogromne straty“. W szeregach Austriaków było około tysiąca ofiar, w tym - generał Franz Nicoletti, który został ranny.

#### Bitwa: 4 sierpnia
O godzinie 2:00 w nocy Gvozdanović wydał rozkaz wycofania się w kierunku jeziora Idro. W ogólnym zamieszaniu, jedna z kolumn austriackich została odcięta od reszty korpusu. Podjęła desperacki marsz w kierunku południowo-wschodnim, by połączyć się z wojskami Wurmsera.
Austriacy wtargnęli do Lonato wczesnym rankiem. Niewiele brakowało, by udało im się pojmać Napoleona. Dowódca francuskiej armii, mając do dyspozycji tylko 1,2 tysiąca żołnierzy, zdołał wprowadzić Austriaków w błąd co do swojej siły i skłonić ich do poddania się.
Pułkownik Knorr poddał po jednym batalionie z: 37. pułku piechoty De Vinsa i 42. pułku piechoty Erbacha (w sile 2 tysięcy żołnierzy i 3 armat). Bonaparte oddelegował Guieu z zadaniem obserwacji austriackiego odwrotu.

## Skutki
W trakcie bitew z 3-4 sierpnia 1796 roku, Austriacy utracili 23 armaty, a poza tym 5 tysięcy żołnierzy zostało zabitych, rannych lub trafiło do niewoli. Francuskie straty ocenia się na co najmniej 2 tysiące ludzi. Co jednak najważniejsze, porażka Gvozdanovicia pozwoliła Bonapartemu skupić swoje 30-tysięczne siły przeciwko 25-tysięcznym siłom Wurmsera, co zakończyło się francuskim triumfem w bitwie pod Castiglione w dniu 5 sierpnia. Porażka zmusiła Wurmsera do odwrotu do Trydentu oraz do rezygnacji z kontynuacji kampanii.